# Porta Montalto

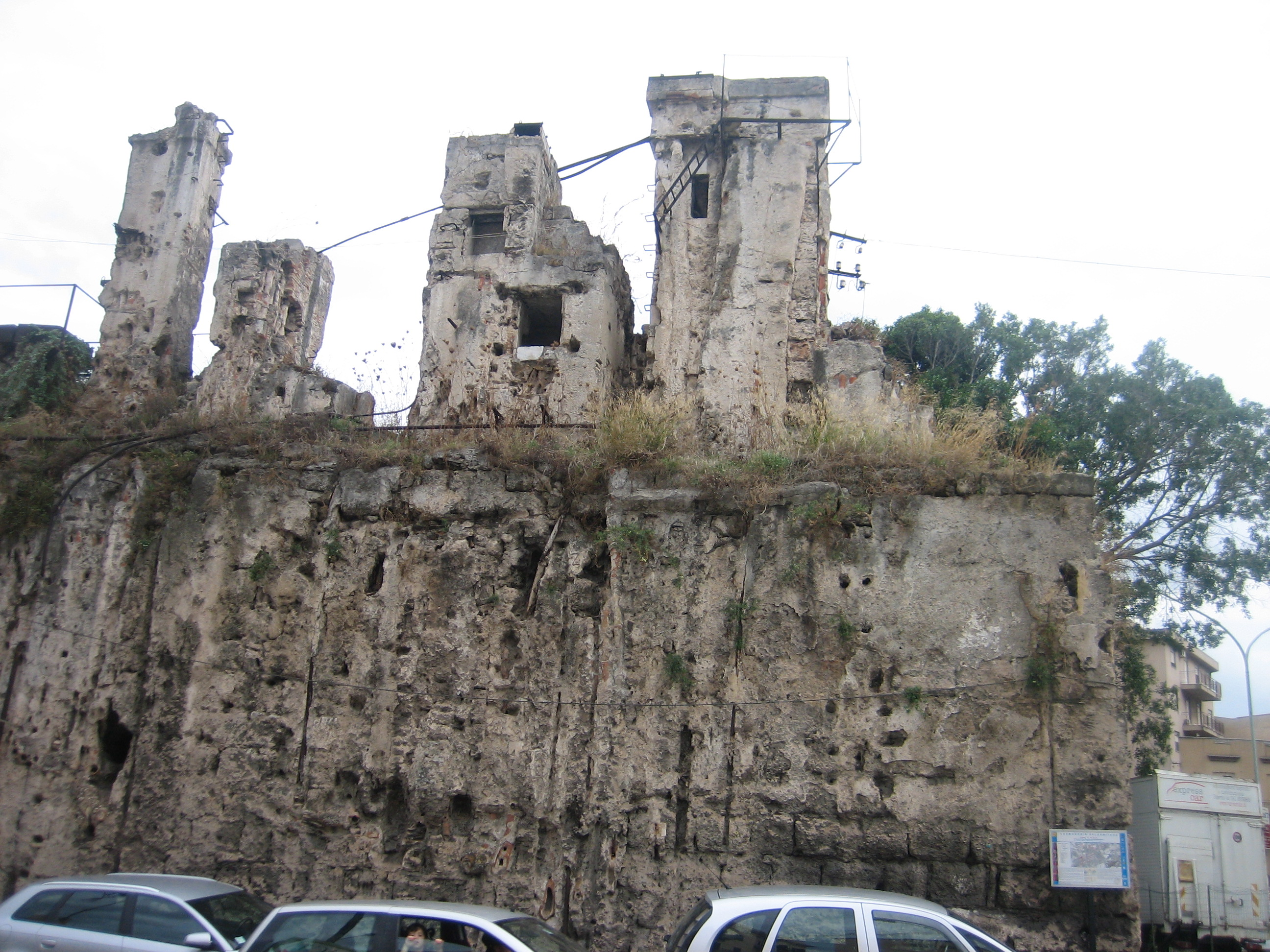
Porta Montalto

Die Porta Montalto ist ein Stadttor Palermos in der mittelalterlichen Stadtmauer. Sie befindet sich im Südosten des Stadtviertels Albergheria.
Das Stadttor wurde nach dem regierenden aragonesischen Vizekönig Don Luigi di Moncada, Principe di Paternò und Duca di Montalto benannt.
Sie wurde 1638 als Ersatz für die nahe gelegene Porta Mazara eröffnet, die nach dem Bau der Bastei von Pescara um 1569 überflüssig geworden war. 1885 wurde das Tor bei Unruhen zerstört. Erhalten ist noch der in die Stadtmauer integrierte Wasserturm der Porta Montalto.